# Blepharicera tuberosa
Blepharicera tuberosa är en tvåvingeart som beskrevs av Gregory W.Courtney 2000. Blepharicera tuberosa ingår i släktet Blepharicera och familjen Blephariceridae. Inga underarter finns listade i Catalogue of Life.